# Товариство авіації та повітроплавання України і Криму
Товариство авіації та повітроплавання України і Криму (ТАПУК; 1923–1925) — оборонно-патріотичне об'єднання аматорів авіації та повітроплавання України.

## Історія товариства
Товариство авіації та повітроплавання України і Криму засноване 12 березня 1923 року в Харкові за ініціативи радянського уряду України та військового командування. Завданням товариства було сприяння розвиткові повітряного флоту країни та залучення до цієї справи молоді України. Товариство налічувало на 1925 рік близько 416 тис. членів, об'єднаних у 7115 гуртків.
Товариство сприяло створенню Центрального аероклубу в Харкові та Харківської авіаційної школи, Київської школи інструкторів планерного спорту, 72 планерних і 97 авіамодельних гуртків, відкрито 1475 бібліотек з авіаційною тематикою. Товариство зібрало на розвиток повітряного флоту понад 1,5 млн крб. Товариство сприяло створенню регулярних авіаліній в Україні. До кінця 1923 року на авіацію зібрали 300 тис. крб золотом, і внески продовжували надходити. За кордоном закупили літаки, яким присвоїли власні імена на честь міст і профспілок, що найбільше відзначилися під час збору коштів: «Харківський пролетар», «Харківський металіст», «Сталінський пролетар», «Донецький шахтар», «Червоний хімік», «Червоний киянин»…
26 березня 1923 року постановою Раднаркому УСРР за сприяння Товариства авіації та повітроплавання України і Криму та Головного управління повітряного флоту Червоної армії було створено акціонерне товариство «Укрповітрошлях». Статутний капітал товариства становив 550 тис. золотих карбованців.
З 25 травня 1923 почалися регулярні рейси акціонерного товариства «Укрповітрошлях» на лініях Харків — Полтава — Київ та Харків — Кропивницький — Одеса загальною протяжністю 1090 км.
У 1925 році Товариство авіації та повітроплавання України і Криму та товариство «Укрдоброхім» були об'єднані у Товариство друзів авіахімічної оборони і промисловості («Авіахім»), яке в свою чергу в 1927 році перетворене на Тосавіахім.

## Керівництво товариства
- Петровський Григорій Іванович
- Фрунзе Михайло Васильович
- Затонський Володимир Петрович

## Відомі члени товариства
- Корольов Сергій Павлович (1906—1966)
- Проскура Георгій Федорович (1876—1958)
- Гризодубов Степан Васильович (1884—1965)
- Гуревич Михайло Йосипович (1892/1893—1976)